# Christine Beckers

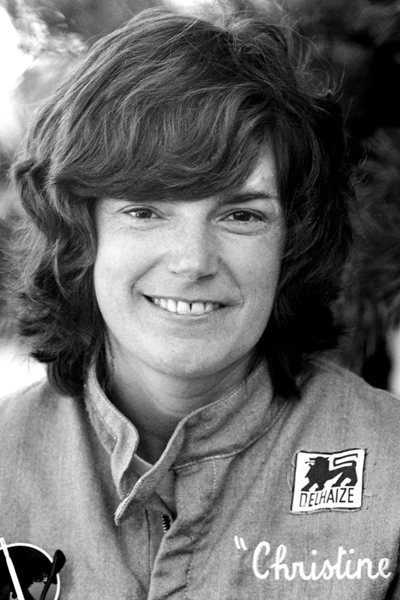
Christine Beckers (1978)

Christine Beckers (* 4. Dezember 1943 in Brüssel) ist eine ehemalige belgische Rundstrecken- und Rallyefahrerin, die ihre Rennen auch unter dem Pseudonym Christine bestritt und viele Jahre als Motorsportjournalistin arbeitete.

## Karriere

### Erste Erfolge
Christine Beckers begann Mitte der 1960er-Jahre mit dem Rennsport. Ihr erstes Rennfahrzeug war ein NSU Prinz, mit dem sie 1966 bei nationalen Rallyes in Frankreich und Belgien am Start war. Ihr erstes großes Rennen bestritt sie ein Jahr später in Spa-Francorchamps. Das 24-Stunden-Rennen von Spa-Francorchamps ist neben dem 24-Stunden-Rennen von Le Mans das zweite bekannte internationale 24-Stunden-Rennen für Automobile in Europa. Das Rennen in Le Mans wurde zum ersten Mal 1923 ausgefahren; das Rennen in Spa erlebte sein Debüt ein Jahr später. Nach langer Pause – nach dem Rennen 1953 gab es zehn Jahre lang keine Veranstaltung dieser Art – wurde ab 1964 wieder ein Langstreckenrennen veranstaltet, allerdings im Unterschied zu den Jahren davor ausschließlich für Tourenwagen. 1967 war auch Christine Beckers bei diesem Rennen am Start und bildete mit der Französin Marie-Claude Charmasson ein Damenduo. Mit einem NSU 1000 TTS erreichten sie zwar nur den 23. Rang in der Gesamtwertung, waren aber das erste Damenteam, das bei diesem Rennen ins Ziel und in die Endwertung kam.

### Die Verbindung mit Alfa Romeo
Entscheidend für die weitere Karriere der Belgierin war die Zusammenarbeit mit Alfa Romeo. Zuerst 1968 von Alfa Romeo Belgien für Tourenwagenrennen und Rallyes unter Vertrag genommen, wurde sie bald Werksfahrerin der Rennabteilung in Mailand und 1970 Teammitglied bei Autodelta. Die Verbindung mit Alfa Romeo begann 1968 und endete mit dem Ende der Rennsaison 1971. Ihre Rennen bestritt sie mit dem Alfa Romeo GTA in unterschiedlichen Rennklassen.
Sie bestritt Rallyes und Rundstreckenrennen und hin und wieder auch Bergrennen. So war sie 1969 bei der Rallye Monte Carlo am Start. Motorsportgeschichte schrieb sie 1970. Nachdem sie schon bei den zur Tourenwagen-Europameisterschaft zählenden Rennen in Monza und Brünn Vierte in der Gesamtwertung wurde, erreichte sie beim 6-Stunden-Rennen auf dem Nürburgring den dritten Rang in der Gesamtwertung. Sie war damit die erste Frau in der Geschichte der Nordschleife des Nürburgrings, die bei einem Rennen einen Platz auf dem Podium der ersten drei erreichte. Ihr Teampartner war Teodoro Zeccoli.

### Sportwagenrennen
Nach dem Ende der Verbindung mit Alfa Romeo wandte sich Beckers ab 1971 verstärkt dem Sportwagensport zu. Bei der Tour de France für Automobile steuerte sie einen Porsche 911 S an die achte Stelle der Gesamtwertung; die Damenwertung konnte sie nicht gewinnen, da sie keinen weiblichen Beifahrer hatte. Ab 1972 fuhr sie in der Sportwagen-Weltmeisterschaft und war insgesamt viermal beim 24-Stunden-Rennen von Le Mans am Start, unter anderem 1976 im Werks-Inaltera gemeinsam mit Jean Rondeau und Jean-Pierre Jaussaud. Ihr letztes Sportwagenrennen bestritt sie 1980, als sie beim 24-Stunden-Rennen von Spa-Francorchamps mit Defekt ausfiel.

### NASCAR
Sie war die erste Europäerin, die bei einem Sprint-Cup-Rennen der NASCAR an den Start ging. 1977 fuhr sie einen Ford beim Firecracker 400 am Daytona International Speedway. Das Rennen beendete sie als 37. der Gesamtwertung.

### Rallye Dakar
Auch bei der Rallye Dakar war Christine Beckers mehrmals am Start. Ihr bestes Ergebnis erzielte sie 1980, als sie Siebte in der Auto-Wertung wurde und den Coupe de Dames gewann.

### Weltrekord
Am 21. Juli 2024 steuerte Beckers im Rahmen des Historic Grand Prix’ auf der belgischen Rennstrecke in Zolder einen historischen Arrows A8. Damit gilt sie als die bislang älteste weibliche Pilotin, die im Verlauf einer Motorsport-Veranstaltung einen Formel-1-Boliden fahren konnte. Beckers drehte in dem ehemaligen Rennwagen ihres Landsmanns Thierry Boutsen insgesamt fünf Runden.

## Privates
Nach dem Ende ihrer Rennkarriere adoptierte sie zwei Kinder und arbeitete viele Jahre als Journalistin in der Formel-1-Szene. Ihr Lebensgefährte Roger Dubos verunglückte beim 24-Stunden-Rennen von Spa-Francorchamps 1973 tödlich.

## Statistik

### Le-Mans-Ergebnisse
| Jahr | Team                     | Fahrzeug       | Teamkollege          | Teamkollege   | Platzierung             | Ausfallgrund   |
| ---- | ------------------------ | -------------- | -------------------- | ------------- | ----------------------- | -------------- |
| 1973 | Blancpain Total Dinitrol | Chevron B21/23 | Roger Dubos          | Pierre Pagani | Ausfall                 | Einspritzpumpe |
| 1974 | Ecurie Seiko             | Chevron B23    | Yvette Fontaine      | Marie Laurent | Rang 17 und Klassensieg |                |
| 1976 | Inaltera                 | Inaltera LM    | Jean-Pierre Jaussaud | Jean Rondeau  | Rang 21                 |                |
| 1977 | Inaltera                 | Inaltera LM77  | Lella Lombardi       |               | Rang 11                 |                |

### Einzelergebnisse in der Sportwagen-Weltmeisterschaft
| Saison | Team                                | Rennwagen                           | 1   | 2   | 3   | 4   | 5   | 6   | 7   | 8   | 9   | 10  | 11  | 12  | 13  | 14  | 15  | 16  | 17  |
| ------ | ----------------------------------- | ----------------------------------- | --- | --- | --- | --- | --- | --- | --- | --- | --- | --- | --- | --- | --- | --- | --- | --- | --- |
| 1971   | Ennio Bonomelli                     | Porsche 911                         | BUA | DAY | SEB | BRH | MON | SPA | TAR | NÜR | LEM | ZEL | WAT |     |     |     |     |     |     |
| 1971   | Ennio Bonomelli                     | Porsche 911                         |     |     |     |     | DNF |     | DNF |     |     |     |     |     |     |     |     |     |     |
| 1973   | Dinitrol Total                      | Chevron B21                         | DAY | VAL | DIJ | MON | SPA | TAR | NÜR | LEM | ZEL | WAT |     |     |     |     |     |     |     |
| 1973   | Dinitrol Total                      | Chevron B21                         |     |     |     |     | 9   |     |     | DNF |     |     |     |     |     |     |     |     |     |
| 1974   | Christine Beckers Seiko Scato       | Chevron B21 Chevron B23 Chevron B26 | MON | SPA | NÜR | IMO | LEM | ZEL | WAT | LEC | BRH | KYA |     |     |     |     |     |     |     |
| 1974   | Christine Beckers Seiko Scato       | Chevron B21 Chevron B23 Chevron B26 |     | DNF | 17  |     | 17  | DNF |     |     |     |     |     |     |     |     |     |     |     |
| 1975   | Chappée                             | Chevron B23                         | DAY | MUG | DIJ | MON | SPA | PER | NÜR | ZEL | WAT |     |     |     |     |     |     |     |     |
| 1975   | Chappée                             | Chevron B23                         |     | DNF |     |     |     |     |     |     |     |     |     |     |     |     |     |     |     |
| 1977   | Inaltera                            | Inaltera LM                         | DAY | MUG | DIJ | MON | SIL | NÜR | VAL | PER | WAT | EST | LEC | MOS | IMO | SAL | BRH | HOK | VAL |
| 1977   | Inaltera                            | Inaltera LM                         | 47  |     |     |     |     |     |     |     |     |     |     |     |     |     |     |     |     |
| 1979   | ADP Computer Service                | Chevrolet Camaro                    | DAY | SEB | MUG | TAL | DIJ | RIV | SIL | NÜR | LEM | PER | DAY | WAT | SPA | BRH | ROA | VAL | ELS |
| 1979   | ADP Computer Service                | Chevrolet Camaro                    |     |     |     |     |     |     |     |     |     | DNF |     |     |     |     |     |     |     |
| 1980   | Deren Automotive Kredietbank Racing | BMW M1 VW Scirocco                  | DAY | BRH | SEB | MUG | MON | RIV | SIL | NÜR | LEM | DAY | WAT | SPA | MOS | ROA | VAL | DIJ |     |
| 1980   | Deren Automotive Kredietbank Racing | BMW M1 VW Scirocco                  | 47  |     |     |     |     |     |     |     |     |     |     | DNF |     |     |     |     |     |